# Falcon Eye 1
Falcon Eye 1 („Falkenauge 1“) war ein Erdbeobachtungs- und Aufklärungssatellit der Vereinigten Arabischen Emirate. Er wurde beim Startversuch mit einer Vega-Rakete am 11. Juli 2019 zerstört. Es handelte sich um den ersten Fehlstart der in Italien hergestellten Rakete nach vierzehn erfolgreichen Starts. Mit 369 Millionen Euro Schadenssumme war es auch der bis dahin teuerste Versicherungsfall in der Geschichte der Raumfahrt.

## Satellit
Falcon Eye 1 war eine Weiterentwicklung der französischen Pléiades-Erdbeobachtungssatelliten. Wie diese wurde er von Airbus Defence and Space auf Basis des Satellitenbusses AstroSat-1000 gebaut. Die Nutzlast – ein Kamerasystem mit einer Auflösung von 70 Zentimetern bei einer Beobachtungsbreite von 20 Kilometern – stammte von Thales Alenia Space.
Der AstroSat-Bus verfügt über vier mit Hydrazin betriebene Kleintriebwerke und drei Solarmodule zur Stromversorgung. Falcon Eye 1 war für fünf Jahre Betriebsdauer ausgelegt.
Es existiert ein baugleicher Schwestersatellit Falcon Eye 2, der Ende 2019 ebenfalls mit einer Vega starten sollte, dann jedoch auf einen späteren Flug mit einer Sojus-ST umgebucht wurde.

## Start
Der Vega-Flug VV15 mit Falcon Eye 1 hob planmäßig am 11. Juli 2019 um 3:53 Uhr MESZ vom Raumfahrtzentrum Guayana ab. Danach sollte der Satellit in eine sonnensynchrone Umlaufbahn in 611 Kilometern Höhe gebracht werden.
Der Flug verlief zunächst problemlos. 131 Sekunden nach dem Start beziehungsweise 14 Sekunden nach der Zündung des Z23-Feststofftriebwerks der zweiten Raketenstufe kam es an dem Triebwerk zu einem „plötzlichen heftigen Ereignis“. Infolgedessen trennte sich die zweite Stufe vom Rest der Rakete, die nun ohne Antrieb war und vom Kurs abkam. Knapp vier Minuten nach dem Start und in mehr als 400 Kilometer Entfernung von der Küste wurde sicherheitshalber eine Selbstzerstörung der Rakete eingeleitet.

## Reaktionen auf den Fehlstart
In einer ersten schriftlichen Stellungnahme gab die Vega-Betreiberin Arianespace bekannt, kurz nach dem Zünden der zweiten Stufe sei eine „Anomalie“ aufgetreten. Gemeinsam mit der ESA werde eine Kommission zur Untersuchung des Unfalls eingerichtet.
Giulio Ranzo, CEO des Raketenherstellers Avio, entschuldigte sich in einer Videobotschaft bei seinen Kunden und Aktionären. Eine Untersuchung des Vorfalls sei gemeinsam mit der ESA, Arianespace und der französischen Raumfahrtbehörde CNES eingeleitet worden.
Major Muhammad Nasser al-Ahbabi, Generaldirektor der Raumfahrtbehörde der Emirate, zeigte sich zuversichtlich für das Raumfahrtprogramm seines Landes und bestätigte den geplanten Starttermin von Falcon Eye 2 mit einer weiteren Vega-Rakete. Später wurde dieser Start allerdings auf eine Sojus-Rakete umgebucht.

## Unfallursache und -folgen
Was genau mit dem Triebwerk der zweiten Raketenstufe passierte, konnte nicht ermittelt werden. Wahrscheinlichste Ursache war laut Untersuchungsbericht vom 5. September 2019 ein „thermisch-strukturelles Versagen“ am vorderen Ende des Triebwerks, das heißt ein Durchbrennen durch das Triebwerksgehäuse an dem Ende der zweiten Raketenstufe, das mit der dritten Stufe verbunden ist. Es wurden eine Überprüfung dieser Annahme durch Tests sowie „Korrekturmaßnahmen an allen Teilsystemen, Prozessen und Ausrüstungsgegenständen“ angekündigt. Zwei für das Jahr 2019 geplante Vega-Starts – die erste eigene Rideshare-Mission der Arianespace und der Start von Falcon Eye 2 – wurden auf 2020 vertagt.

## Falcon Eye 2
Der Start des baugleichen Schwestersatellits Falcon Eye 2 verzögerte sich zunächst wegen der Unfallfolgen und wurde dann auf eine Sojus-ST-Rakete umgebucht. Eine weitere Verspätung entstand durch die vorübergehende Schließung des europäischen Weltraumbahnhofs wegen der COVID-19-Pandemie in Frankreich. Durch den Raketenwechsel blieb den Vereinigten Arabischen Emiraten ein weiterer Verlust erspart, denn der zwischenzeitlich vorgesehene Vega-Flug VV17 erlitt am 16. November 2020 ebenfalls einen Fehlstart. Falcon Eye wurde schließlich am 2. Dezember 2020 in seine vorgesehene Umlaufbahn befördert.